# ایساوا شوجی
ایساوا شوجی (伊澤 修二, ؛ زاده ۳۰ ژوئن ۱۸۵۱ – ۳ می ۱۹۱۷) یک معلم ژاپنی در دوره میجی بود.

## زندگی‌نامه

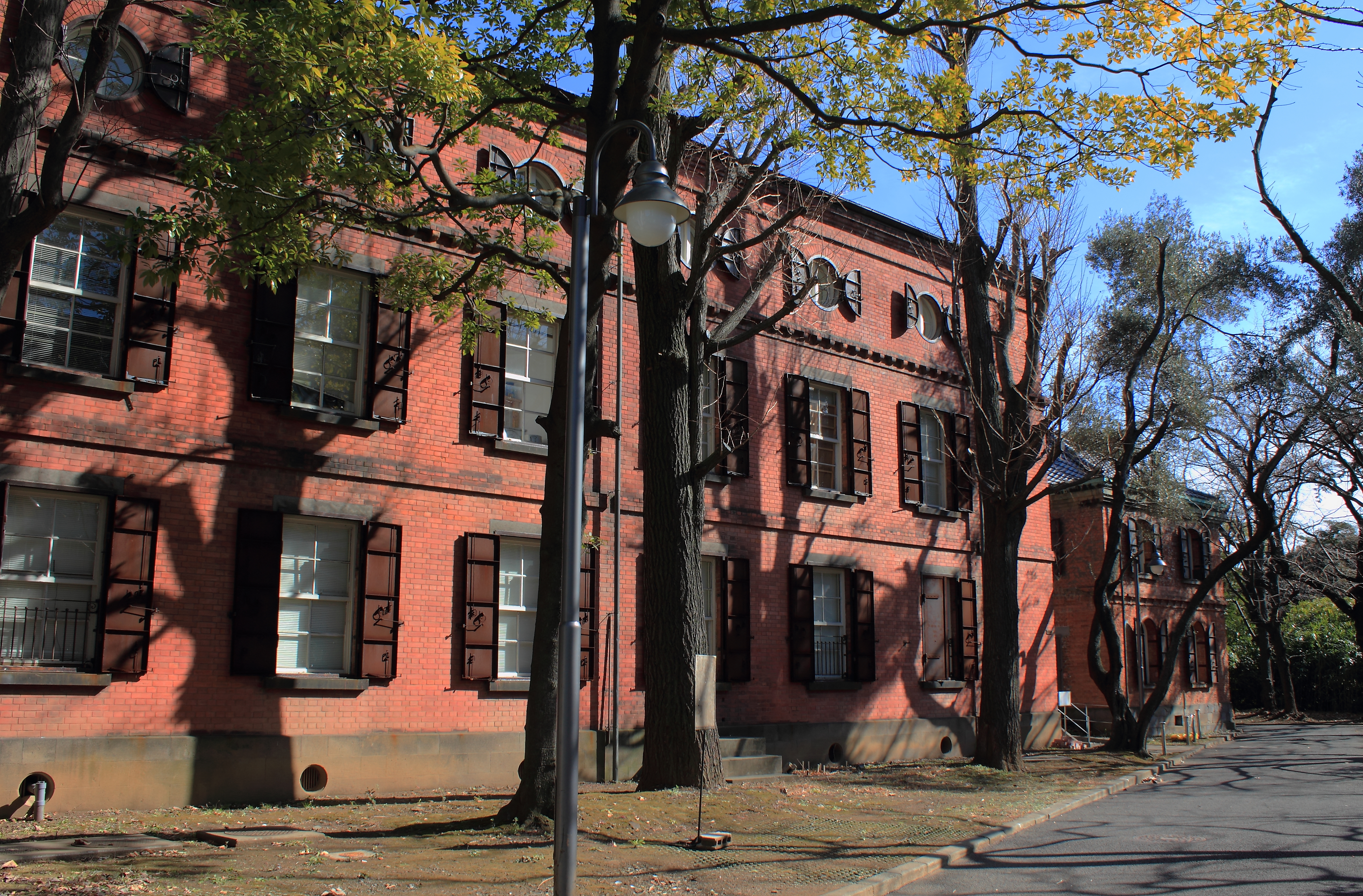
دانشگاه هنر توکیو، مدرسه ای که ایساوا شوجی به تأسیس آن کمک کرد

ایساوا شوجی در سال ۱۸۵۱ در قلمرو تاکاتو، ولایت شینانو، در خانواده ای فقیر سامورایی به دنیا آمد. پدر شوجی ایساوا کاتسوسابرو (伊澤勝三郎، همچنین Bunkoku 文谷) یک منشی نسبتاً رده پایین سامورایی بود که برای دامنه تاکاتو کار می‌کرد او همچنین یک هنرمند آماتور بود. مادر شوجی، اوچیدا تاک (内田多計) بود.
در دوران نوجوانی، ایساوا در گروه موسیقی نظامی طبل و فایفی که به سبک هلندی تشکیل شده بود در دامنه تاکاتو شرکت کرد. او همچنین در مدرسه تاکاتو دامنه، شینتوکوما تحصیل کرد.
در سال ۱۸۶۹، ایساوا شوجی به توکیو نقل مکان کرد تا نزد عموی خود سودا تایری (須田泰嶺) که پزشک مشهوری بود زندگی کند. زمانی که ایساوا در توکیو بود، برای مدت کوتاهی زبان انگلیسی را با مبلغ کریستوفر کاروترز و همچنین با ناکاهاما مانجیرو به‌طور خصوصی آموخت. در سال ۱۸۷۰ ایساوا به عنوان دانشجو در دایگاکو نانکو (سلف دانشگاه توکیو) به نمایندگی از قلمرو تاکاتو برگزیده شد.
در سال ۱۸۷۲، ایساوا در وزارت آموزش ژاپن شروع به کار کرد و به شهر آیچی فرستاده شد، او به عنوان مدیر یک دانشگاه معلمان خدمت کرد. اما او پس از اختلاف از سمت وزارت خود برکنار شد. در سال ۱۸۷۳ او کار خود را برای وزارت صنایع (ژاپن) آغاز کرد، اما در سال ۱۸۷۴ اجازه یافت به وزارت آموزش و پرورش بازگردد.
در سال ۱۸۷۴، ایساوا با موری چیو (森千代)، دختر یک سامورایی سابق قلمرو توکوشیما ازدواج کرد.

## مطالعات آمریکایی
در سال ۱۸۷۵ ایساوا به ایالات متحده فرستاده شد تا در مدرسه ایالتی عادی در بریجواتر (ماساچوست) (دانشگاه ایالتی بریج واتر کنونی) آموزش معلمی بخواند. هنگام بازدید از بوستون، ایساوا با مربی موسیقی آمریکایی، لوتر وایتینگ میسون، ملاقات کرد که منجر به مطالعه و یادگیری خصوصی موسیقی با میسون شد. چندین سال بعد، بنا به توصیه مشترک ایساوا و سرپرست فوری او در وزارت آموزش، میسون به ژاپن دعوت شد تا با ایساوا برای توسعه اولین برنامه درسی موسیقی مدرسه ژاپن همکاری کند.
ایساوا همچنین تلفظ و آواشناسی انگلیسی را به‌طور خصوصی نزد الکساندر گراهام بل آموخت او همچنین به بل زبانی ژاپنی آموزش داد. علاوه بر این، ایساوا برای مدت کوتاهی در دانشگاه هاروارد تحصیل کرد و پس از مرگ پدرش مجبور به بازگشت به ژاپن شد.

## بازگشت به ژاپن
ایساوا در سال ۱۸۷۹ برای ریاست مدرسه عادی توکیو (در حال حاضر دانشگاه تسوکوبا) به ژاپن بازگشت. او همچنین در توسعه مدرسه ناشنوایان توکیو در سال ۱۸۸۰، مدرسه موسیقی توکیو (دانشگاه هنرهای توکیو فعلی) تا سال ۱۸۸۷ فعالیت داشت. او همچنین از سال ۱۸۸۷ تا ۱۸۹۵ در سیستم مدارس دولتی تایوان در خدمت می‌کرد.

## نام
نام خانوادگی باید ایساوا، با «س» نوشته شود و نه ایزاوا. تمام اسناد دوره ای دربارهٔ ایساوا شوجی که به جا مانده است، اسنادی که در دست خود ایساوا بوده و همچنین اسناد رسمی که در مدرسه عادی بریج واتر و از زمان او در دانشگاه هاروارد نگهداری می‌شوند، به‌طور پیوسته املا را به صورت ایساوا و نه ایزاوا گفته‌اند.